# Вахруков, Сергей Алексеевич
Сергей Алексеевич Вахруков (род. 20 июня 1958, Рыбинск, Ярославская область) — российский государственный деятель. Губернатор Ярославской области (2007—2012), заместитель министра регионального развития РФ (2012—2013), помощник секретаря Совета безопасности РФ (2013—2018), заместитель секретаря Совета безопасности РФ с 31 октября 2016 года. Действительный государственный советник Российской Федерации 2 класса.  Начальник Управления Президента Российской Федерации по вопросам национальной морской политики.

## Биография
В 1980 году окончил Рыбинский авиационный технологический институт. В 1980—1982 годах служил в Советской Армии.
С 1982 года на комсомольской работе, с 1988 — первый секретарь Ярославского обкома ВЛКСМ. В 1997 году окончил Российский государственный гуманитарный университет.
В 1991—1996 годах в администрации Ярославской области: председатель комитета по делам молодёжи, госсекретарь, заместитель, первый заместитель губернатора.
В 1996—2000 годах председатель Государственной думы Ярославской области, одновременно по должности член Совета Федерации Федерального Собрания Российской Федерации.
В 1999 г. баллотировался в губернаторы от партии «Яблоко», членом которой состоял, но проиграл действующему губернатору А. И. Лисицыну, после чего на 7 лет покинул регион.
В 2000—2007 годах заместитель полномочного представителя Президента РФ в Уральском федеральном округе.
После отставки А. Лисицына — губернатор Ярославской области (2007—2012). После этого назначения старший сын губернатора возглавил Ярославский филиал Промсвязьбанка, а спустя некоторое время младший сын Вахрукова возглавил регионального монополиста энергосбыта — ОАО «Ярославская сбытовая компания».
С 18 декабря 2010 по 5 июля 2011 — член президиума Государственного совета Российской Федерации.
28 апреля 2012 года досрочно отправлен президентом Д. А. Медведевым в отставку, его обязанности были возложены на заместителя губернатора Ярославской области Сергея Ястребова.
17 января 2013 года назначен заместителем министра регионального развития РФ.
6 декабря 2013 года назначен помощником секретаря Совета Безопасности РФ. 14 декабря освобождён от должности заместителя министра регионального развития РФ.
C 31 октября 2016 года занимает должность заместителя Секретаря Совета Безопасности Российской Федерации.

## Награды
- Орден Почёта (4 июня 2008) — за большой вклад в социально-экономическое развитие области и многолетнюю добросовестную работу
- Медаль «За заслуги перед Республикой Карелия» (8 июня 2020) — за заслуги перед Республикой Карелия и её жителями, большой вклад в социально-экономическое развитие республики и активную работу в составе Государственной комиссии по подготовке к празднованию 100-летия образования Республикой Карелия[10]
- Почётная грамота Президента Российской Федерации (1 октября 2010)
- Благодарственное письмо Министерства спорта, туризма и молодёжной политики РФ
- Почётная грамота Совета Федерации Федерального Собрания Российской Федерации
- Орден РПЦ святого благоверного князя Даниила Московского II степени (12 сентября 2010).

## Критика
В 2007 г. журналисты телекомпании «Рен ТВ» показали документальный фильм, посвященный деятельности секты «Радастея». Журналисты подвергли резкой критике заместителя полпреда президента России в Уральском федеральном округе Сергея Вахрукова, который подписал документ, рекомендующий властям регионов, входящих в УрФО, содействовать работе «Радастеи». Письмо в пользу секты было подписано С. Вахруковым в тот момент, когда полномочный представитель президента Пётр Латышев находился в отпуске, а Сергей Алексеевич временно исполнял обязанности представителя президента России.
В октябре 2010 года С. А. Вархуков выступил с заявлением о передаче Ростовского кремля Русской православной церкви и выселении музейных фондов музея-заповедника «Ростовский кремль» в новое, ещё не построенное, здание и создании в помещениях кремля архиерейской резиденции и «Всероссийского центра венчания и крещения». Этот проект, однако, вызвал критику со стороны интернет-общественности, а также отдельных специалистов по охране и изучению объектов искусства.

## Cемья
Сын Дмитрий (1983 года рождения) в феврале 2018 года назначен директором Департамента государственного регулирования тарифов и инфраструктурных реформ Министерства экономического развития Российской Федерации.
Сын Максим (1978 года рождения) 